# ペンテリコン山

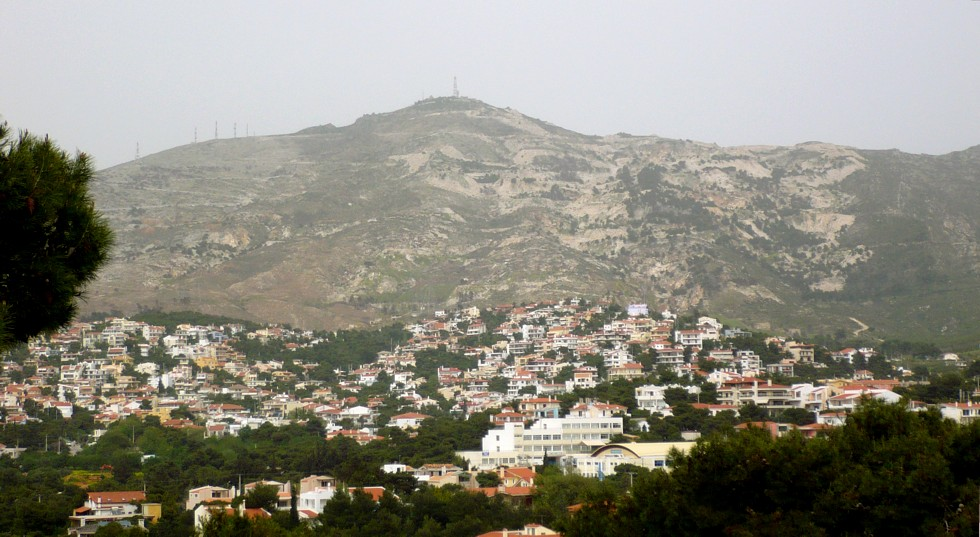
ペンテリコン山

ペンテリコン山（希: Πεντελικόν, Pentelikon）とは、ギリシャのアテネの北東にある山。ペンテリコス山、ペンテリコ山、ペンテリ山とも。
大理石の産地として知られており、アテネのアクロポリスにあるパルテノン神殿なども、この山の大理石で作られた。